# Joannes I. Talaia
Joannes I. Talaia (* vor 482; † nach 496) war Patriarch von Alexandria (482) und Bischof von Nola.
Er war Mönch in Canopus nahe Alexandria und wurde unter Timotheos III. Salophakiolos Administrator (megas oikonomos) der Diözese von Alexandria und ein bekannter Prediger. Nach der Wiedereinsetzung von Salophakiolos wurde er mehrfach zu Kaiser Zenon gesandt. Nach Berichten trat er in Konstantinopel wie der Patriarch selbst auf, genoss die Gunst des Kaisers und freundete sich mit dem Palastadministrator Illus an, zerstritt sich jedoch heftig mit dem Patriarchen Akakios von Konstantinopel. Bei seinem zweiten Besuch bekam er vom Kaiser ein Edikt, das ihn zum Nachfolger von Salophakiolos bestimmte.
Nach dem Tod von Salophakiolos wurde er von der pro-chalcedonensischen Partei zum Patriarchen gewählt – die anti-chalcedonensische Partei wählte den damals exilierten Petros III. Mongos. Talaia versäumte es, die übliche synodiale Ankündigung seiner Wahl an Akakios zu senden, worauf dieser sich beleidigt beim Kaiser beschwerte, der daraufhin Joannes ins Exil schickte und stattdessen Petros Mongos, der das Henotikon unterzeichnet hatte und dadurch theologisch wählbar wurde, zum Patriarchen machte.
Joannes reiste nach Rom, wo er von Simplicius empfangen wurde, der sich bei Akakios für ihn verwandte. Akakios erwiderte, dass er auf Befehl des Kaisers mit Petros Mongos in Kommunion stehe und Joannes nicht anerkenne, was zu einer scharfen Antwort von Simplicius führte. Auch der Nachfolger von Simplicius, Felix II., unterstützte Talaia und verlangte von Akakios Rechenschaft wegen bestimmter Vorwürfe, die Talaia gegen ihn vorgebracht hatte. Auf einer Synode in Rom exkommunizierte Felix Akakios wegen seiner fortgesetzten Unterstützung von Petros Mongos und informierte Zenon von dieser Entscheidung. Er erreichte jedoch nichts.
Joannes blieb in Rom. Nach dem Tod von Zenon reiste er nach Konstantinopel um bei seinem Nachfolger Anastasios für seine Sache zu plädieren, wobei er darauf zählte, dass er ihm seinerzeit bei einem Schiffbruch in Alexandria geholfen hatte. Als Anastasios jedoch von der Ankunft von Joannes Talaia hörte, befahl er seine Verbannung, und Joannes floh zurück nach Rom.
Auch der Nachfolger von Felix, Gelasius I. unterstützte Talaia, und Talaia erhielt das Bistum von Nola in Kampanien, wo er nach vielen Jahren in Frieden starb. Während seiner Zeit dort schrieb er eine Apologia an Gelasius, in der er den Pelagianismus, Pelagius, Celestius und Julianus von Eklana verurteilte.
Talaia war sowohl unter Felix als auch unter Gelasius ein einflussreicher Ratgeber der Kurie, was bei den Auseinandersetzungen um das Henotikon und beim Akakianischen Schisma eine wesentliche Rolle gespielt haben dürfte.